# Principado de Anhalt-Köthen
Anhalt-Köthen foi um principado, e posteriormente um ducado, localizado na Alemanha. Ele foi criado em 1396 com a divisão do principado de Anhalt-Zerbst. A capital do estado era Köthen.